# Rene Mandri
Rene Mandri (Jõgeva, 20 de enero de 1984) es un ciclista estonio miembro del equipo amateur EC St-Etienne Loire.
Participó en su primera gran vuelta en ocasión de la Vuelta a España 2007 con el equipo Ag2r, durante la cual se clasificó en repetidas ocasiones entre los diez primeros de los esprints y terminó 24.º de la clasificación general, mostrando así sus cualidades en diferentes terrenos.

## Palmarés
2011
- 1 etapa de la Tour de Bretaña

2012
- Gran Premio Tartu
- 3.º en el Campeonato de Estonia Contrarreloj
- 1 etapa de la Vuelta a León[1]

## Resultados en Grandes Vueltas y Campeonatos del Mundo
| Carrera         | Carrera         | 2006 | 2007 | 2008 | 2009 | 2010 | 2011 | 2012 |
| --------------- | --------------- | ---- | ---- | ---- | ---- | ---- | ---- | ---- |
|                 | Giro de Italia  | ―    | ―    | Ab.  | ―    | Ab.  | ―    | ―    |
|                 | Tour de Francia | ―    | ―    | ―    | ―    | ―    | ―    | ―    |
|                 | Vuelta a España | ―    | 24.º | ―    | ―    | ―    | ―    | ―    |
| Mundial en Ruta | Mundial en Ruta | ―    | 28.º | ―    | 84.º | ―    | 55.º | 44.º |

—: no participa
Ab.: abandono